# Йордан Минев
Йордан Милчев Минев е български футболист, защитник.

## Кариера
Минев е юноша на Хебър (Пазарджик). След като напуска отбора от родния си град, преминава през отборите на Беласица и Родопа (Смолян). През лятото на 2005 г. Минев подписва с Ботев (Пловдив) със свободен трансфер. Подписва с българския шампион ЦСКА (София) през януари 2009 г. В началото на 2011 г. се завръща в бившия си отбор Ботев (Пловдив). До края на 2018 г. е играч за пловдивския тим, след което е част от екипа на ФК „Царско село“.

## „Лудогорец“
Изиграва първия си официален мач за „Лудогорец“, когато отборът дебютира в най-високото ниво на българския футбол на 6 август 2011 г. в първия кръг на А ПФГ в срещата с Локомотив (Пловдив) играна в Каварна и завършила 0 – 0.
През първия си сезон в „Лудогорец“ постига требъл, като става шампион, носител на купата и суперкупата на България за 2012 г. През втория си сезон в „Лудогорец“ става шампион на България за сезон 2012 – 13 г. През третия си сезон в „Лудогорец“ отново постига требъл, като става шампион, носител на купата и суперкупата на България за сезон 2014 г. Отбелязва първия си гол за „Лудогорец“ в 92-рата минута на 22 октомври 2014 г. в срещата от груповата фаза на Шампионската лига при победата срещу Базел с 1 – 0. Този гол придобива историческа стойност за българския футбол, тъй като донася първата победа за български отбор в груповата фаза на Шампионската лига. Дебютира в Б ПФГ на 30 август 2015 г. в срещата „Лудогорец II“ – „Литекс II“ 2 – 1. Отбелязва първия си гол в 2ППЛ на 15 март 2017 г. в срещата „Лудогорец II“-ФК Созопол 2 – 0.

## Успехи
Лудогорец
- Шампион на A ПФГ: 2011/12, 2012/13, 2013/14, 2014/15, 2015/16, 2016/17
- Носител на купата на България: 2011/12, 2013/14
- Носител на суперкупата на България: 2012, 2014

Ботев (Пловдив)
- Суперкупа на България: 2017